# 望岳街道
望岳街道为长沙市岳麓区下辖街道之一，位于岳麓区东北部。地缘上，望岳街道北与星城镇接壤，西与天顶乡为界，南和望城坡街道、咸嘉湖街道和银盆岭街道相连，东与观沙岭街道为邻。街道总面积14.5平方公里，下辖2个社区、5村，总人口1.127万人（2004年）。